# Jana Novotná
Jana Novotná, född 2 oktober 1968 i Brno i dåvarande Tjeckoslovakien, död 19 november 2017 i Tjeckien, var en tjeckisk professionell tennisspelare. Jana Novotna var en av världens tio högst rankade singelspelare vid sju tillfällen 1991-98 och rankades tvåa 1997. 
Under karriären vann Novotna totalt 24 singel- och 76 dubbeltitlar på WTA-touren. Hon tilldelades utmärkelsen WTA-tour double team of the year 1989, 1990, 1991, 1996 och 1998, tillsammans med bland andra sina dubbelpartners Arantxa Sánchez Vicario (1996) och Martina Hingis (1998). År 1997 tilldelades hon tillsammans med Lindsay Davenport utmärkelsen ITFs team of the year.
Novotna upptogs 2005 i International Tennis Hall of Fame. Novotna avled den 19 november 2017 till följd av cancer.

## Tenniskarriären
Jana Novotna deltog mellan 1986 och 1999 årligen i Grand Slam-turneringar. Hon vann totalt 17 titlar i dessa, dock endast en i singel, de övriga i dubbel (12 titlar) och mixed dubbel (fyra titlar). 
Novotna spelade sin första singelfinal i en GS-turnering 1991 i Australiska öppna. Hon förlorade mot Monica Seles. Den andra singelfinalen nådde hon 1993 i Wimbledonmästerskapen. På vägen till final besegrade hon spelare som Gabriela Sabatini och Martina Navratilova. I finalen mötte hon Steffi Graf. Matchen blev mycket jämn, men i det avgörande setet ryckte Jana till sig en ledning med 4-1. Segern tycktes praktiskt taget klar, när hennes spel fullständigt låste sig. Hon misslyckades med praktiskt taget allt hon försökte på banan och Steffi kunde vinna med 7-6, 1-6, 6-4. Efter matchen lämnade Novotna banan och sedan arenan gråtande, med huvudet lutat mot den tröstande Hertiginnan av Kents axel. Det dröjde till 1997 innan Novotna åter var i singelfinal i Wimbledon. Denna gång mötte hon Martina Hingis, som genom ett taktiskt spel med säkra passerslag besegrade Novotna. 
Jana Novotnas stora triumf i Wimbledonmästerskapen kom 1998. Hon nådde också detta år singelfinalen efter att i semifinalen ha besegrat Martina Hingis (6-4, 6-4). Hon mötte i finalen Nathalie Tauziat, den första fransyska som spelat Wimbledonfinal sedan 1925, då Suzanne Lenglen för sista gången vann titeln. Jana Novotna vann med 6-4, 7-6 efter ett avslutande tiebreak. 
Jana Novotna deltog i Federation Cup 1987-93 och 1995-98. Säsongen 1988 spelade hon i Tjeckoslovakiens segrande lag. Hon spelade totalt 45 matcher (singel och dubbel) och vann 33 av dessa.

## Spelaren och personen
Tidigt i karriären var Jana Novotna främst dubbelspelare och firade många triumfer inte minst i Grand Slam-turneringar. Under ledning av tidigare storspelaren och fyrfaldiga GS-vinnaren Hana Mandlikova utvecklades Novotna successivt till en god singelspelare. Hon var en typisk "serve-volley-spelare", men hennes teknik har ansetts som oortodox, med grundslagen ofta spelade med slice och andra typer av spin. Hennes spelsätt passade bäst på snabba underlag som gräsbanorna i Wimbledon. 

## Grand Slam-finaler, singel (4)

### Titlar (1)
| År   | Mästerskap            | Finalmotståndare | Setsiffror |
| 1998 | Wimbledonmästerskapen | Nathalie Tauziat | 6-4, 7-6   |

### Finalförluster (3)
| År   | Mästerskap            | Finalmotståndare | Setsiffror    |
| 1991 | Australiska öppna     | Monica Seles     | 5-7, 6-3, 6-1 |
| 1993 | Wimbledonmästerskapen | Steffi Graf      | 7-6, 1-6, 6-4 |
| 1997 | Wimbledon             | Martina Hingis   | 2-6, 6-3, 6-3 |

## ÖvrigaGrand Slam-titlar
- Australiska öppna
  - Dubbel - 1990, 1995
  - Mixed dubbel - 1988, 1989
- Franska öppna
  - Dubbel - 1990, 1991, 1998
- Wimbledonmästerskapen
  - Dubbel - 1989, 1995, 1998
  - Mixed dubbel - 1989
- US Open
  - Dubbel - 1990, 1994, 1997, 1998
  - Mixed dubbel - 1987